# Liste des codes OTAN pour les avions de transport
Code OTAN pour les avions de transport et leurs désignations soviétiques, russes et chinoises. Tous ces codes commencent par la lettre C pour « Cargo », le code comprend une seule syllabe pour un avion à hélices et deux pour un jet :
| Pays                                        | Code OTAN | Nom                   |
| ------------------------------------------- | --------- | --------------------- |
| Drapeau de l'URSS                           | Cab       | Lisunov Li-2          |
| Drapeau de l'URSS                           | Camber    | Ilyushin Il-86        |
| Drapeau de l'URSS                           | Camel     | Tupolev Tu-104        |
| Drapeau de l'URSS                           | Camp      | Antonov An-8          |
| Drapeau de l'URSS                           | Candid    | Ilyushin Il-76        |
| Drapeau de l'URSS                           | Careless  | Tupolev Tu-154        |
| Drapeau de l'URSS                           | Cart      | Tupolev Tu-70         |
| Drapeau de l'URSS                           | Cash      | Antonov An-28         |
| Drapeau de l'URSS                           | Cat       | Antonov An-10         |
| Drapeau de la République populaire de Chine | Chan      | Harbin Y-11           |
| Drapeau de l'URSS                           | Charger   | Tupolev Tu-144        |
| Drapeau de l'URSS                           | Clam      | Ilyushin Il-18 (1947) |
| Drapeau de l'URSS                           | Clank     | Antonov An-30         |
| Drapeau de l'URSS                           | Classic   | Ilyushin Il-62        |
| Drapeau de l'URSS                           | Cleat     | Tupolev Tu-114        |
| Drapeau de l'URSS                           | Cline     | Antonov An-32         |
| Drapeau de l'URSS                           | Clobber   | Yakovlev Yak-42       |
| Drapeau de l'URSS                           | Clod      | Antonov An-14         |
| Drapeau de l'URSS                           | Coach     | Ilyushin Il-12        |
| Drapeau de l'URSS                           | Coaler    | Antonov An-72/An-74   |
| Drapeau de l'URSS                           | Cock      | Antonov An-22         |
| Drapeau de l'URSS                           | Codling   | Yakovlev Yak-40       |
| Drapeau de l'URSS                           | Coke      | Antonov An-24         |
| Drapeau de l'URSS                           | Colt      | Antonov An-2          |
| Drapeau de l'URSS                           | Condor    | Antonov An-124        |
| Drapeau de l'URSS                           | Cooker    | Tupolev Tu-110        |
| Drapeau de l'URSS                           | Cookpot   | Tupolev Tu-124        |
| Drapeau de l'URSS                           | Coot      | Ilyushin Il-18/Il-22  |
| Drapeau de l'URSS                           | Cork      | Yakovlev Yak-16       |
| Drapeau de l'URSS                           | Cossack   | Antonov An-225        |
| Drapeau de l'URSS                           | Crate     | Ilyushin Il-14        |
| Drapeau de l'URSS                           | Creek     | Yakovlev Yak-12       |
| Drapeau de l'URSS                           | Crib      | Yakovlev Yak-8        |
| Drapeau de l'URSS                           | Crow      | Yakovlev Yak-14       |
| Drapeau de l'URSS                           | Crusty    | Tupolev Tu-134        |
| Drapeau de l'URSS                           | Cub       | Antonov An-12         |
| Drapeau de l'URSS                           | Cuff      | Beriev Be-30/Be-32    |
| Drapeau de l'URSS                           | Curl      | Antonov An-26         |